# Jan Corneliszoon Rijp
Jan Corneliszoon Rijp (ca. 1570 - efter 1613) var en nederlandsk søofficer i slutningen af det 16. og begyndelsen af det 17. århundrede. Rijp er bedst kendt for hans engagement med Willem Barents i at finde en rute mod øst og undgå de spanske og portugisiske flåder i syd.

## Liv og gerning
I maj 1596 blev Rijp udnævnt til kaptajn for det ene af to skibe, som de hollandske købmænd havde bedt Barents om at opdage den fabelagtige nordøstlige passage til Østindien. Jacob van Heemskerk overtog det andet skib, og Barents tjente som pilot. Efter at have opdaget Spitsbergen stødte skibene på isen, der blokerede vejen. Barents besluttede at dreje mod øst og rundt om den nordlige spids af Novaja Zemlja, da han med succes havde lykkedes det engang før. Da Barents opfordrede Rijp til at følge, nægtede han. Rijp insisterede på, at den nordlige spids af Novaja Zemlja var alt for farlig og vendte tilbage til Holland.
Barents og hans skib fortsatte i forsøg på at runde Novaja Zemlja. Han indså for sent, at Rijps beslutning var den rigtige, og blev fanget i isen. Barents omkom (til søs i et af de to små bud, besætningen brugte til at flygte til Kolahalvøen), mens Rijp - som korrekt vurderede farerene i Arktis - senere vendte tilbage for at afhente resten af Barents besætning (inklusive van Heemskerk) nær Murmansk på sin næste tur i 1597.

## Hæder
Rijpsburg-bosættelsen på Svalbard er navngivet efter ham.